# Sahih Muslim

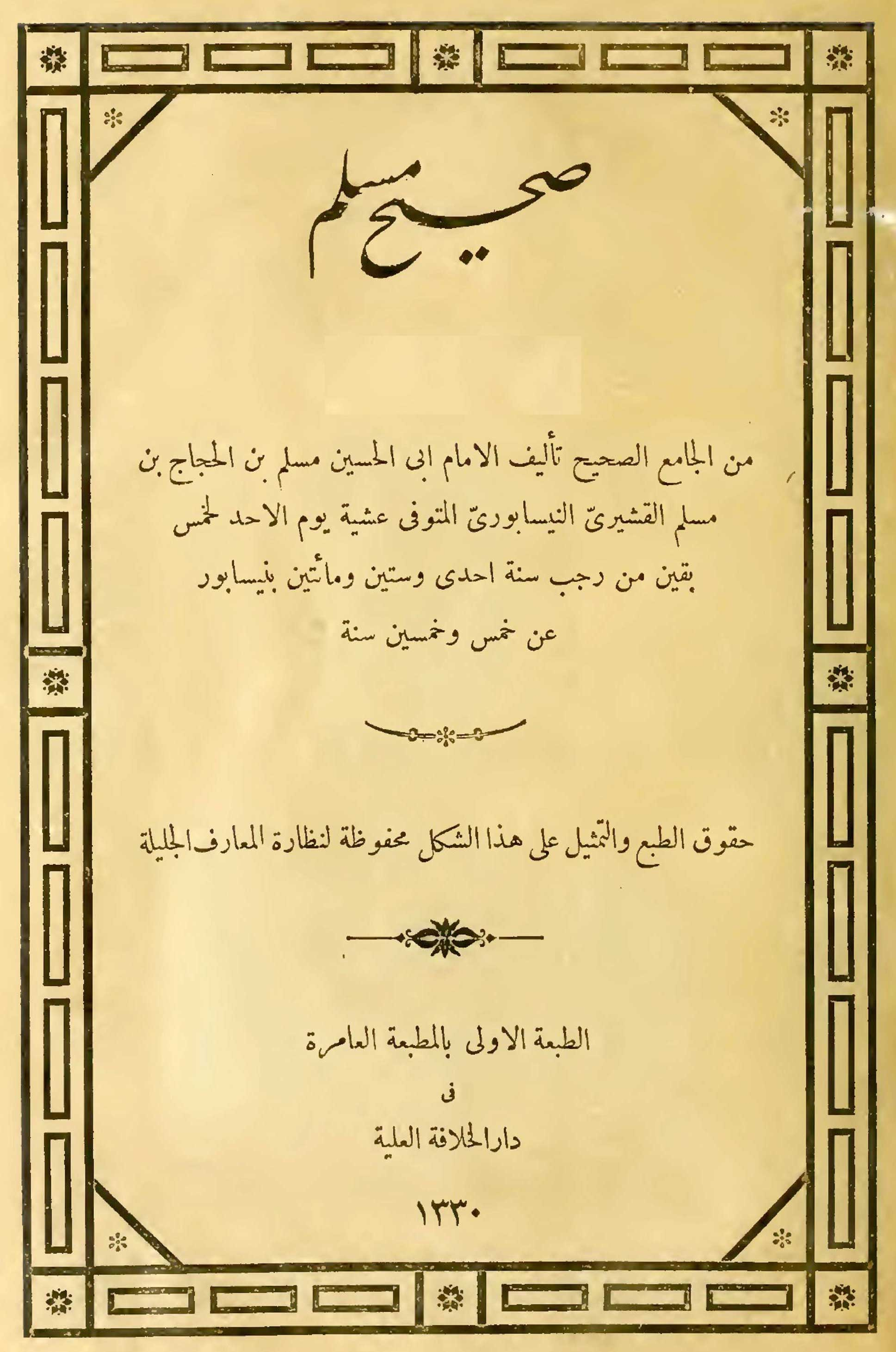
Portada de una colección Sahih Muslim.

Sahih Muslim (en árabe: صحيح مسلم, Ṣaḥīḥ Muslim; título completo: Al-Musnadu Al-Sahihu bi Naklil Adli) es una de las Kutub al-Sittah (las seis compilaciones canónicas de hadices) en el islam. Es considerado entre los sunitas como la segunda colección más auténtica de hadices (Sahih) después de Sahih al-Bujari.

## Colección
Los hadices fueron recopilados por el imán Muslim ibn al-Hajjaj, también conocido como Imam Muslim, a través de sus viajes por la Península arábiga, Irak, Egipto y Siria. Muslim nació en una familia persa en c. 817 u 821 en Nishapur (actual Irán) y murió en el 875 en su ciudad de nacimiento. Junto con la colección Sahih al-Bukhari forman la Sahihain o las "dos Sahihs". En ediciomes actuales en inglés, puede contener hasta 7.563 hadices (con repetición).
De los 300.000 hadices que evaluó durante quince años, aproximadamente 4.000 fueron elegidos para su inclusión en su colección con estrictos criterios de aceptación. Sahih Muslim está dividido en 43 libros, que contienen un total de 9200 narraciones. Sin embargo, es importante darse cuenta de que Muslim nunca reclamó que reuniera todas las tradiciones auténticas, ya que su objetivo era recopilar solo aquellas tradiciones en las que todos los musulmanes estuvieran de acuerdo sobre la precisión.
Según Munthiri, hay un total de 2.200 hadices (sin repetición) en la Sahih Muslim. Según Muhammad Amin, [4] hay 1.350 hadices auténticos que se encuentran en otros libros, principalmente las seis principales colecciones de hadices.

## Contenido
Consiste en cuarenta y dos libros ordenados por tema, que cubren la fe, purificación, oración, limosna, higiene personal, ayuno, peregrinación, matrimonio y divorcio, transacciones comerciales, herencia, regalos, legados, juramentos, castigos, decisiones judiciales, yihad, viajes, gobierno, sacrificios, comida y bebida, ropa, modales, saludos, cualidades de Mahoma y sus compañeros, destino, dhikr, arrepentimiento, conocimiento, infierno, paraíso, día del juicio, piedad y tafsir.
Divide el hadiz en tres categorías según el conocimiento y el carácter del transmisor y el grado en que el hadiz está libre de contradicciones, falsedades o tergiversaciones.

## Visión
A pesar de estar considerada la colección por los estudiosos como la segunda más auténtica de las seis colecciones principales de hadices después de Sahih al-Bujari, no significa que cada elemento sea verdadero, en comparación con otros libros de hadices, sino que su conjunto es válido. También, los musulmanes chiitas descartan algunos de sus contenidos por no ser del todo confiables. La preferencia de Sahih al-Bukhari sobre Sahih Muslim, no significa que cada hadiz de Sahih al-Bujari sea más válido que cada hadiz de Sahih Muslim, sino que el total de lo que contiene la primera colección es más válido que el total de lo que está contenido en la segunda, y de la misma manera, no puede inferirse la validez de un determinado hadiz de los dos libros, sobre los hadices de otros libros de Sahih, excepto en el caso de que se demuestre la corrección de ese hadiz en particular.